# Tadeusz Mencel (1893–1924)
Tadeusz Mencel (ur. 22 lutego 1893 w Niskołyzach, zm. 23 lipca 1924 w Wojniłowie) – rotmistrz Wojska Polskiego, rolnik, kawaler Orderu Virtuti Militari.

## Życiorys
Urodził się 22 lutego 1893 w Niskołyzach, w ówczesnym powiecie buczackim Królestwa Galicji i Lodomerii, w rodzinie Karola, właściciela ziemskiego, i Marii z Sołowijów. Był starszym bratem Pawła (1897–1968), porucznika kawalerii Wojska Polskiego, działacza niepodległościowego i kawalera Orderu Virtuti Militari.
W czasie I wojny światowej walczył w szeregach cesarskiej i królewskiej Armii. Jego oddziałem macierzystym był c. i k. Pułk Ułanów Nr 13. Na stopień podporucznika rezerwy został mianowany ze starszeństwem z 1 stycznia 1916.
W 1920, w czasie wojny z bolszewikami, pełnił służbę w Naczelnym Dowództwie Wojska Polskiego. W początku sierpnia został przydzielony do 201 ochotniczego pułku szwoleżerów, późniejszego 3 pułku szwoleżerów, w którym objął dowództwo 3. szwadronu. 11 sierpnia 1920 osłaniając w odwrocie XV Brygadę Piechoty pod Rabianami i Połaziami Świętochowskimi został ranny. 22 sierpnia wyróżnił się męstwem w szarży pod Żurominkiem. 27 sierpnia został zatwierdzony z dniem 1 kwietnia 1920 w stopniu rotmistrza, w kawalerii, w grupie oficerów byłej armii austro-węgierskiej. W październiku 1920 dowodził 3. szwadronem w zagonie na Korosteń.
Po zakończeniu działań wojennych nadal pełnił służbę w macierzystym pułku. W 1922 został przeniesiony do rezerwy i przydzielony w rezerwie do 3 pułku szwoleżerów. 8 stycznia 1924 został zatwierdzony w stopniu rotmistrza rezerwy ze starszeństwem z 1 czerwca 1919 i 203. lokatą w korpusie oficerów jazdy.
Po zwolnieniu z wojska prowadził gospodarstwo rolne w Wojniłowie. Tam 23 lipca 1924 został zamordowany.

## Ordery i odznaczenia
- Krzyż Srebrny Orderu Wojskowego Virtuti Militari nr 2816 – 1922[21][22][23][24]
- Krzyż Walecznych[25][19]
- Brązowy Medal Zasługi Wojskowej z mieczami na wstążce Krzyża Zasługi Wojskowej[4]
- Srebrny Medal Waleczności 2 klasy[4]
- Krzyż Wojskowy Karola[4]